# Киевская епархия УПЦ МП
Киевская епархия (укр. Київська єпархія) — епархия Украинской православной церкви (Московского патриархата). В настоящее время объединяет приходы и монастыри на территории Бучанского, Фастовского, частично Вышгородского (Зона отчуждения Чернобыльской АЭС, Иванковская и Полесская поселковые общины) и Обуховского (Васильковская, Обуховская и Украинская городские общины) районов Киевской области.
С 2010 года ведётся строительство нового кафедрального собора Воскресения Христова.
Правящий епископ — предстоятель Украинской православной церкви митрополит Киевский и всея Украины Онуфрий (Березовский).

## История
История современной Киевской епархии восходит к Киевской митрополии в составе Константинопольского патриархата. Русская епархия (или митрополия) впервые упоминается в 891 году 60-й в списке кафедр, подведомственных патриарху Константинопольскому, и 61-й в уставе императора Льва (886—911 гг.), поскольку в этом списке митрополия Лаодикии повторена дважды.
Об учреждении Киевской епархии как кафедре митрополита области — Киевской митрополии, в состав которой входил ряд епархий, вновь говорится в связи с Крещением Руси при Святом Великом Князе Владимире. Это учреждение относят к 988 году.
После татарского разгрома Киева в 1240 году резиденция митрополита всея Руси была перенесена в 1299 году во Владимир-на-Клязьме, а в 1325 году в Москву. При этом главы Русской митрополии до кончины Святого Ионы Московского в 1461 году продолжали титуловаться митрополитами Киевскими и всея Руси, в Киеве же остался викарный епископ.
С первой половины XIV века вследствие стремления галицко-волынских и литовских князей иметь своего митрополита в их землях стали поставляться свои митрополиты в противовес тем, что пребывали в Москве. Эти поставления противомосковских митрополитов были связаны также с начавшимися тогда усилиями римо-католиков отторгнуть Русь от Православия путём создания альтернативной униатски настроенной иерархии. Так, во время Алексия Московского были три Всероссийских митрополита, а при Киприане — четыре. В итоге в 1458 году митрополия окончательно разделилась надвое: Киево-Московскую на северо-востоке русских земель и Киево-Литовскую на юго-западе.
В связи с обособлением от Константинопольской церкви с 1461 года Киево-Московские митрополиты стали титуловаться Московскими и всея Руси (или просто всея России без указания кафедры), а титул Киевских и всея Руси вновь стал принадлежать митрополиту Киево-Литовской митрополии с кафедрой в Новогрудке.
Митрополиты юго-западной Руси сохранили подчинение Константинопольскому престолу, но при этом часто склонялись к унии под давлением римо-католических мирских властей. В 1595 году юго-западная Киево-Литовская митрополия окончательно отпала от Православия по условиям Брестской унии. Так было положено начало униатской «Греко-Католической» Киевской митрополии.
В 1620 году православная митрополичья кафедра была восстановлена Константинопольской церковью в Киеве, который таким образом вновь стал центром тезоименитой митрополии.
В 1685—1686 году Киевская епархия, вместе со всей Киевской митрополией, была переведена из состава Константинопольского патриархата в состав Московского, наследовавшего Киево-Московской митрополии.
По указу царя Петра I митрополиты Киевские в начале XVIII века стали именоваться архиепископами. Так продолжалось до середины того века, когда по указу государыни императрицы Елисаветы Петровны им было вновь пожаловано митрополичье достоинство.
В XVII—XVIII веках Киевская епархия состояла из двух частей на правом и левом берегах Днепра в пределах, впоследствии отошедших к Черниговской и Полтавской губерниям. Большая часть епархии называлась собственно «Киевской епархией», а меньшая — «Заграничной».
В ведении Киевского митрополита в XVIII веке находилась Варшавская капеллания в пределах Польши.
С 1918 года решением Поместного собора Православной российской церкви 1917—1918 годов киевские архиереи вновь стали главами не только своей епархии, но и автономной Церковной области в пределах Украины. После её ликвидации по указу патриарха Тихона был установлен Украинский экзархат.
Архиерейский собор Русской православной церкви 25—27 октября 1990 года вновь учредил самоуправляющуюся Украинскую православную церковь, в составе которой Киевская епархия является предстоятельской и управляется непосредственно митрополитом всея Украины.

## Епископы
Киевская митрополия
- Михаил (988 — ранее 1018)
- Иоанн I (ранее 1018 — ок. 1030)
- Феопемпт (ок. 1035—1040-е годы)
- Кирилл I (предположительно между 1039 и 1051 гг. не упоминается в русских летописях.)
- Иларион (1051—1054)
- Ефрем (1054/1055 — ок. 1065)
- Георгий (ок. 1065 — ок. 1076)
- Иоанн II (не позднее 1076/1077 — после августа 1089)
- Иоанн III (лето 1090 — ранее 14 августа 1091)
- Николай (ок. 1093 — ранее 1104)
- Никифор I (18 декабря 1104 — апрель 1121)
- Никита (15 октября 1122 — 9 марта 1126)
- Михаил I (лето 1130—1145)
- Климент Смолятич (27 июля 1147 — начало 1155)
- Константин I (1156—1158/1159)
- Феодор (август 1160 — июнь 1163)
- Иоанн IV (Весна 1164—1166)
- Константин II (1167—1169/1170)
- Михаил II (весна 1171 — ?)
- Никифор II (ранее 1183 — после 1201)
- Матфей (ранее 1210 — 19 августа)
- Кирилл I (1224/1225 — лето 1233)
- Иосиф (1242/1247 — ?)
- Кирилл II (1242/1247 — 27 ноября 1281)
- Максим (1283 — 6 декабря 1305; в Киеве — до 1299 года)

Киевская митрополия, Владимирский период (1299—1325
- Максим (1283 — 6 декабря 1305; во Владимире с 1299 года)
- Петр 1308 — 21 декабря 1326

Киевская митрополия, Московский период (1325—1461
- Феогност (1328—1353)
- Алексий (1354—1378)
- Михаил (Митяй) (1379) — наречённый митрополит
- Киприан (1381—1383)
- Пимен (1382—1384)
- Дионисий (1383—1385)
- Киприан (1390—1406) — повторно
- Фотий (1408—1431)
- Герасим (1433—1435)
- Исидор Киевский (1437—1442)
- Иона Московский (1448—1461)

Киевская митрополия, Виленский период
- Григорий Болгарин (1458—1473)
- Мисаил Пеструч (1475—1480)
- Спиридон Сатана (ок.1479-1481; умер в 1504)
- Симеон (1481—1488)
- Иона I Глезна (1492—1494)
- Макарий I Черт (1495—1497)
- Иосиф Болгаринович (30.05.1498 — 01.05.1500) — в/у (01/09 мая 1500—1503)
- Иона II (1503—1507)
- Иосиф II Солтан (временный упр. c 1507 — до марта 1509; март 1509—1521)
- Иосиф III Русин (1522—1534)
- Макарий II Москвитянин (1 марта 1534—1556, до 9 апреля 1535 — в/у)
- Сильвестр Белькевич (1556—1567)
- Иона III Протасевич (Островский) (1568—1576)
- Илия Куча (23 сентября 1577—1579)
- Онисифор Девоча (Девочка) 1579—1589
- Михаил Рогоза 1589—1596 (умер 1599)

Киевская митрополия, Киевский период
- Иов Борецкий (1620—1631)
- Исаия Копинский-Борисович (20.07.1631 — 05.10.1640)
- Петр Могила (28.04/08.05.1633 — 31.12.1646)
- Сильвестр Коссов (1648—1657)
- Дионисий Балабан (1658—1663)
- Иосиф Нелюбович-Тукальский (1663—1675)
- Антоний Винницкий (1676—1679)
- Гедеон Четвертинский (1685—1686)

Киевская епархия, Московский патриархат/Святейший Правительствующий Синод
- Гедеон (Четвертинский) (1685—1690)
- Варлаам (Ясинский) (31 августа 1690 — 22 августа 1707)
- Иоасаф (Кроковский) (15 августа 1708 — 1 июля 1718)
- Варлаам (Вонатович) (14 мая 1722 — 20 ноября 1730)
- Рафаил (Заборовский) (13 апреля 1731 — 22 октября 1747)
- Тимофей (Щербацкий) (10 марта 1748 — 22 октября 1757)
- Арсений (Могилянский) (22 октября 1757 — 8 июня 1770)
- Гавриил (Кременецкий) (22 сентября 1770 — 9 августа 1783)
- Иларион (Кондратовский) (1783) в/у, еп. Переяславский
- Самуил (Миславский) (22 сентября 1783 — 5 января 1796)
- Иерофей (Малицкий) (1 апреля 1796 — 2 сентября 1799)
- Гавриил (Банулеско-Бодони) (29 сентября 1799 — 21 августа 1803)
- Серапион (Александровский) (11 декабря 1803 — 21 августа 1822)
- Евгений (Болховитинов) (24 января 1822 — 23 февраля 1837)
- Филарет (Амфитеатров) (18 апреля 1837 — 21 декабря 1857)
- Исидор (Никольский) (1 марта 1858 — 1 июля 1860)
- Арсений (Москвин) (1 июля 1860 — 28 апреля 1876)
- Филофей (Успенский) (5 мая 1876 — 29 января 1882)
- Платон (Городецкий) (4 февраля 1882 — 1 октября 1891)
- Иоанникий (Руднев) (17 ноября 1891 — 7 июня 1900)
- Сильвестр (Малеванский) (7 июня — 13 августа 1900) в/у, еп. Каневский
- Феогност (Лебедев) (13 августа 1900 — 22 января 1903)
- Флавиан (Городецкий) (1 февраля 1903 — 4 ноября 1915)
- Владимир (Богоявленский) (23 ноября 1915 — 25 января 1918)
- Никодим (Кротков) (январь — 30 мая 1918) в/у, епископ Чигиринский

Киевская епархия Украинского экзархата
- Антоний (Храповицкий) (30 мая 1918—1919)
- Назарий (Блинов) (1919—1921) в/у, еп. Черкасский
- Михаил (Ермаков) (июль 1921—1922) в/у
- Василий (Богдашевский) (1923) в/у
- Макарий (Кармазин) (1923—1924) в/у
- Михаил (Ермаков) (1927 — 30 марта 1929)
- Сергий (Куминский) (1925) в/у
- Георгий (Делиев) (1925—1928) в/у
- Димитрий (Вербицкий) (апрель 1930 — 14 февраля 1932)
- Сергий (Гришин) (3 апреля 1932 — 9 июля 1934)
- Константин (Дьяков) (9 июля 1934 — 10 ноября 1937)
- Александр (Петровский) (осень 1937—1938) в/у, архиеп. Харьковский
- Николай (Ярушевич) (28 июля 1941 — 28 января 1944)
- Пантелеимон (Рудык) (декабрь 1941 — сентябрь 1943) в/у
- Иоанн (Соколов) (12 февраля 1944 — 30 марта 1964)
- Иоасаф (Лелюхин) (30 марта 1964 — 24 апреля 1966)
- Алипий (Хотовицкий) (25 апреля — 14 мая 1966) в/у, архиеп. Винницкий
- Филарет (Денисенко) (14 мая 1966 — 27 октября 1990)

Киевская епархия Украинской православной церкви Московского патриархата
- Филарет (Денисенко) (27 октября 1990 — апрель 1992)
- Никодим (Руснак) (апрель — 27 мая 1992) и/о предстоятеля УПЦ, митр. Харьковский
- Владимир (Сабодан) (27 мая 1992 — 5 июля 2014)
- Онуфрий (Березовский) (июль — август 2014 — и. о., с 17 августа 2014 — предстоятель)

## Благочиния
С 1 ноября 2012 года в Киевской епархии следующие благочиния:
- Голосеевское (благочинный — протоиерей Павел Кириллов)
- Первое Дарницкое (благочинный — протоиерей Василий Биляк)
- Второе Дарницкое (благочинный — протоиерей Нестор Коломиец)
- Деснянское (благочинный — протоиерей Димитрий Григорак)
- Днепровское (благочинный — протоиерей Александр Дробязко)
- Оболонское (благочинный — протоиерей Владимир Терещук)
- Печерское (благочинный — протоиерей Павел Поваляев)
- Подольское (благочинный — протоиерей Тимофей Костюченко)
- Святошинское (благочинный — протоиерей Дионисий Дунаев)
- Соломенское (благочинный — протоиерей Ярослав Шовкеник)
- Первое Шевченковское (благочинный — архимандрит Иона (Радзивилл))
- Второе Шевченковское (благочинный — протоиерей Анатолий Затовский)
- Кладбищенское (благочинный — протоиерей Сергий Вейго)
- Больничное (благочинный — протоиерей Роман Барановский)

## Викариатства, согласно титулам
- Белогородское
- Белоцерковское (ныне самостоятельная епархия)
- Богуславское и Липовецкое (упразднено, кафедральный город расположен на территории Белоцерковской, титул «Богуславский» является вторым правящего архиерея Белоцерковской епархии)
- Бориспольское (ныне самостоятельная епархия)
- Бородянское
- Боярское
- Броварское (упразднено, кафедральный город расположен на территории Бориспольской епархии, титул является вторым правящего архиерея Бориспольской епархии)
- Васильковское
- Вышгородское (Вышгородское и Чернобыльское)
- Городницкое
- Ирпенское
- Каневское (упразднено, кафедральный город расположен на территории Черкасской епархии, титул является вторым правящего архиерея Черкасской епархии)
- Новоград-Волынское (упразднено, кафедральный город расположен на территории Житомирской и Новоград-Волынской епархии, титул является вторым правящего архиерея Житомирской епархии)
- Макаровское
- Обуховское
- Переяслав-Хмельницкое (и Вишневское)
- Почаевское
- Путивльское
- Сквирское и Бердичевское (упразднено, кафедральные города расположены на территории Белоцерковской и Житомирской и Новоград-Волынской епархий)
- Таращанское (упразднено, кафедральный город)
- Уманское (ныне самостоятельная)
- Черкасское (ныне самостоятельная)
- Чигиринское (упразднено, кафедральный город расположен на территории Черкасской епархии)
- Яготинское (упразднено, кафедральный город расположен на территории Бориспольской епархии)
- Фастовское

## Викариатства как церковно-административные территориальные единицы
Согласно решению Священного синода Украинской православной церкви от 23 декабря 2010 года (журнал № 49), созданы викариатства как церковно-административные территориальные единицы.
Распоряжением митрополита Киевского и всея Украины Владимира (Сабодана) по Киевской епархии Украинской православной церкви № 1768 от 25 сентября 2013 года с целью эффективного церковно-административного управления приходами в Киевской епархии созданы три викариатства в границах города Киева и реорганизованы три викариатства на территории Киевской области.
В Киеве:
- Северное Киевское викариатство;
- Южное Киевское викариатство;
- Восточное Киевское викариатство.

В Киевской области (согласно тексту распоряжения, в Киевской епархии):
- Бородянское;
- Макаровское;
- Обуховское.

При этом управление викариатствами в Киеве возложено на Боярского, Васильковского и Ирпенского викариев.